# Sergejewka (Lgow)
Sergejewka (russisch Сергеевка) ist ein Dorf (derewnja) in der Oblast Kursk in Russland. Es gehört zum Rajon Lgow und zur Landgemeinde (selskoje posselenije) Kudinzewski selsowjet.

## Geographie
Der Ort liegt gut 69 km Luftlinie westlich des Oblastverwaltungszentrums Kursk im südwestlichen Teil der Mittelrussischen Platte, 6,5 km nordwestlich des Rajonverwaltungszentrums Lgow, 2 km vom Sitz des Dorfsowjet – Kudinzewo, 52 km von der Grenze zwischen Russland und der Ukraine, am Fluss Seim.

### Klima
Das Klima im Ort ist wie im Rest des Rajons kalt und gemäßigt. Es gibt während des Jahres eine erhebliche Niederschlagsmenge. Dfb lautet die Klassifikation des Klimas nach Köppen und Geiger.

## Bevölkerungsentwicklung
| Jahr | Einwohner |
| ---- | --------- |
| 2002 | 321       |
| 2010 | 274       |

Anmerkung: Volkszählungsdaten

## Verkehr
Sergejewka liegt 40 km von der Straße regionaler Bedeutung 38K-038 (Fatesch – Dmitrijew), 16 km von der Straße 38K-005 (Konyschowka – Schigajewo – 38K-038), 5,5 km von der Straße 38K-023 (Lgow – Konyschowka), 6,5 km von der Straße 38K-017 (Kursk – Lgow – Rylsk – Grenze zur Ukraine), an der Straße interkommunaler Bedeutung 38N-440 (Lgow – Kudinzewo) und 3,5 km vom nächsten Bahnhof Scherekino (Eisenbahnstrecke Nawlja – Lgow-Kijewskij) entfernt.
Der Ort liegt 151 km vom internationalen Flughafen von Belgorod entfernt.